# The Good Place/Episodenliste

Logo zur Serie

Diese Episodenliste enthält alle Episoden der US-amerikanischen Sitcom The Good Place, sortiert nach der US-amerikanischen Erstausstrahlung. Zwischen 2016 und 2020 entstanden in vier Staffeln insgesamt 53 Episoden mit einer Länge von jeweils etwa 22 Minuten.

## Übersicht
| Staffel | Episodenanzahl | Erstausstrahlung USA | Erstausstrahlung USA | Deutschsprachige Erstveröffentlichung | Deutschsprachige Erstveröffentlichung |
| Staffel | Episodenanzahl | Premiere             | Finale               | Premiere                              | Finale                                |
| ------- | -------------- | -------------------- | -------------------- | ------------------------------------- | ------------------------------------- |
| 1       | 13             | 19. September 2016   | 19. Januar 2017      | 1. Juli 2017                          | 12. August 2017                       |
| 2       | 13             | 20. September 2017   | 1. Februar 2018      | 17. Februar 2018                      | 31. März 2018                         |
| 3       | 13             | 27. September 2018   | 24. Januar 2019      | 16. März 2019                         | 1. Juni 2019                          |
| 4       | 14             | 26. September 2019   | 30. Januar 2020      | 16. Mai 2020                          | 4. Juni 2020                          |

## Staffel 1
Die Erstausstrahlung der ersten Staffel war vom 19. September 2016 bis zum 19. Januar 2017 auf dem US-amerikanischen Sender NBC zu sehen. Die deutschsprachige Erstausstrahlung sendete der deutsche Pay-TV-Sender ProSieben Fun vom 1. Juli bis zum 12. August 2017.
| Nr. (ges.) | Nr. (St.) | Deutscher Titel           | Originaltitel                         | Erstausstrahlung USA | Deutschsprachige Erstausstrahlung (D) | Regie                | Drehbuch                   | Zuschauer (USA) |
| ---------- | --------- | ------------------------- | ------------------------------------- | -------------------- | ------------------------------------- | -------------------- | -------------------------- | --------------- |
| 1          | 1         | Alles ist gut             | Everything Is Fine                    | 19. Sep. 2016        | 1. Juli 2017                          | Drew Goddard         | Michael Schur              | 8,04 Mio.       |
| 2          | 2         | Flugstunden               | Flying                                | 19. Sep. 2016        | 1. Juli 2017                          | Michael McDonald     | Alan Yang                  | 8,04 Mio.       |
| 3          | 3         | Tahani Al-Jamil           | Tahani Al-Jamil                       | 22. Sep. 2016        | 8. Juli 2017                          | Beth McCarthy-Miller | Aisha Muharrar             | 5,25 Mio.       |
| 4          | 4         | Jason Mendoza             | Jason Mendoza                         | 29. Sep. 2016        | 8. Juli 2017                          | Payman Benz          | Joe Mande                  | 4,45 Mio.       |
| 5          | 5         | Ausnahmezustand           | Category 55 Emergency Doomsday Crisis | 6. Okt. 2016         | 22. Juli 2017                         | Morgan Sackett       | Matt Murray                | 4,97 Mio.       |
| 6          | 6         | Freundschaftsdienste      | What We Owe to Each Other             | 13. Okt. 2016        | 22. Juli 2017                         | Tucker Gates         | Dylan Morgan & Josh Siegal | 4,23 Mio.       |
| 7          | 7         | Der ewige Schrei          | The Eternal Shriek                    | 20. Okt. 2016        | 29. Juli 2017                         | Trent O’Donnell      | Megan Amram                | 3,79 Mio.       |
| 8          | 8         | Jenseits von Gut und Böse | Most Improved Player                  | 27. Okt. 2016        | 29. Juli 2017                         | Tristram Shapeero    | Dan Schofield              | 3,89 Mio.       |
| 9          | 9         | Fliegende Piranhas        | … Someone Like Me as a Member         | 3. Nov. 2016         | 5. Aug. 2017                          | Dean Holland         | Jen Statsky                | 3,68 Mio.       |
| 10         | 10        | Chidis Entscheidung       | Chidi’s Choice                        | 5. Jan. 2017         | 5. Aug. 2017                          | Linda Mendoza        | Demi Adejuyigbe            | 3,53 Mio.       |
| 11         | 11        | Pobody’s Nerfect          | What’s My Motivation                  | 12. Jan. 2017        | 12. Aug. 2017                         | Lynn Shelton         | Andrew Law                 | 3,64 Mio.       |
| 12         | 12        | Mindy St. Claire          | Mindy St. Claire                      | 19. Jan. 2017        | 12. Aug. 2017                         | Dean Holland         | Megan Amram & Jen Statsky  | 3,93 Mio.       |
| 13         | 13        | Michaels Geheimnis        | Michael’s Gambit                      | 19. Jan. 2017        | 12. Aug. 2017                         | Michael Schur        | Michael Schur              | 3,93 Mio.       |

## Staffel 2
Die Erstausstrahlung der zweiten Staffel war vom 20. September 2017 bis zum 1. Februar 2018 auf dem US-amerikanischen Sender NBC zu sehen. Die deutschsprachige Erstausstrahlung sendete der deutsche Pay-TV-Sender ProSieben Fun vom 17. Februar bis zum 31. März 2018.
| Nr. (ges.) | Nr. (St.) | Deutscher Titel                 | Originaltitel                  | Erstausstrahlung USA | Deutschsprachige Erstausstrahlung (D) | Regie                | Drehbuch                    | Zuschauer (USA) |
| ---------- | --------- | ------------------------------- | ------------------------------ | -------------------- | ------------------------------------- | -------------------- | --------------------------- | --------------- |
| 14         | 1         | Alles ist bestens (1)           | Everything Is Great! (Part 1)  | 20. Sep. 2017        | 17. Feb. 2018                         | Trent O’Donnell      | Jen Statsky                 | 5,28 Mio.       |
| 15         | 2         | Alles ist bestens (2)           | Everything Is Great! (Part 2)  | 20. Sep. 2017        | 17. Feb. 2018                         | Trent O’Donnell      | Joe Mande                   | 5,28 Mio.       |
| 16         | 3         | Seelenverwandte-Roulette        | Dance Dance Resolution         | 28. Sep. 2017        | 24. Feb. 2018                         | Drew Goddard         | Megan Amram                 | 4,67 Mio.       |
| 17         | 4         | Team Kakerlaken                 | Team Cockroach                 | 5. Okt. 2017         | 24. Feb. 2018                         | Morgan Sackett       | Dan Schofield               | 4,17 Mio.       |
| 18         | 5         | Leblose Schale des Elends       | Existential Crisis             | 12. Okt. 2017        | 3. März 2018                          | Beth McCarthy-Miller | Andrew Law                  | 4,05 Mio.       |
| 19         | 6         | Das Trolley-Problem             | The Trolley Problem            | 19. Okt. 2017        | 3. März 2018                          | Dean Holland         | Josh Siegal & Dylan Morgan  | 3,92 Mio.       |
| 20         | 7         | Janet und Michael               | Janet and Michael              | 26. Okt. 2017        | 17. März 2018                         | Dean Holland         | Kate Gersten                | 3,97 Mio.       |
| 21         | 8         | Derek                           | Derek                          | 2. Nov. 2017         | 17. März 2018                         | Jude Weng            | Cord Jefferson              | 3,06 Mio.       |
| 22         | 9         | Kierkegaard für Anfänger        | Leap to Faith                  | 4. Jan. 2018         | 24. März 2018                         | Linda Mendoza        | Christopher Encell          | 3,08 Mio.       |
| 23         | 10        | Die beste Version               | Best Self                      | 11. Jan. 2018        | 24. März 2018                         | Julie Anne Robinson  | Tyler Straessle             | 3,53 Mio.       |
| 24         | 11        | Museum des menschlichen Unheils | Rhonda, Diana, Jake, and Trent | 18. Jan. 2018        | 31. März 2018                         | Alan Yang            | Jen Statsky & Dan Schofield | 3,00 Mio.       |
| 25         | 12        | Der allwissende Burrito         | The Burrito                    | 25. Jan. 2018        | 31. März 2018                         | Dean Holland         | Megan Amram & Joe Mande     | 3,65 Mio.       |
| 26         | 13        | Moralischer Verdienst           | Somewhere Else                 | 1. Feb. 2018         | 31. März 2018                         | Michael Schur        | Michael Schur               | 3,19 Mio.       |

## Staffel 3
Die Erstausstrahlung der dritten Staffel war vom 27. September 2018 bis zum 24. Januar 2019 auf dem US-amerikanischen Sender NBC zu sehen. Die deutschsprachige Erstausstrahlung sendete der deutsche Pay-TV-Sender ProSieben Fun vom 16. März bis zum 1. Juni 2019.
| Nr. (ges.) | Nr. (St.) | Deutscher Titel                          | Originaltitel                       | Erstausstrahlung USA | Deutschsprachige Erstausstrahlung (D) | Regie                | Drehbuch                         | Zuschauer (USA) |
| ---------- | --------- | ---------------------------------------- | ----------------------------------- | -------------------- | ------------------------------------- | -------------------- | -------------------------------- | --------------- |
| 27         | 1         | Alles ist prächtig (1)                   | Everything Is Bonzer! (Part 1)      | 27. Sep. 2018        | 16. März 2019                         | Dean Holland         | Christopher Encell               | 3,13 Mio.       |
| 28         | 2         | Alles ist prächtig (2)                   | Everything Is Bonzer! (Part 2)      | 27. Sep. 2018        | 23. März 2019                         | Dean Holland         | Christopher Encell               | 3,13 Mio.       |
| 29         | 3         | Die Gehirnakrobaten                      | The Brainy Bunch                    | 4. Okt. 2018         | 30. März 2019                         | Jude Weng            | Dan Schofield & Daniel Schofield | 2,96 Mio.       |
| 30         | 4         | Der Schneepflug                          | The Snowplow                        | 11. Okt. 2018        | 6. Apr. 2019                          | Beth McCarthy-Miller | Joe Mande                        | 2,71 Mio.       |
| 31         | 5         | Jeremy Bearimy                           | Jeremy Bearimy                      | 18. Okt. 2018        | 13. Apr. 2019                         | Trent O’Donnell      | Megan Amram                      | 2,70 Mio.       |
| 32         | 6         | Donkey Doug                              | The Ballad of Donkey Doug           | 25. Okt. 2018        | 20. Apr. 2019                         | Rebecca Asher        | Matt Murray                      | 2,67 Mio.       |
| 33         | 7         | Mrs. Elternsprecherin                    | A Fractured Inheritance             | 1. Nov. 2018         | 27. Apr. 2019                         | Beth McCarthy-Miller | Kassia Miller                    | 2,72 Mio.       |
| 34         | 8         | Zentauren und Tarantel-Quallen           | The Worst Possible Use of Free Will | 8. Nov. 2018         | 4. Mai 2019                           | Claire Scanlon       | Cord Jefferson                   | 2,77 Mio.       |
| 35         | 9         | Der Freudenspender                       | Don’t Let the Good Life Pass You By | 15. Nov. 2018        | 11. Mai 2019                          | Dean Holland         | Andrew Law                       | 2,69 Mio.       |
| 36         | 10        | Wer bin ich und wenn ja, wie viele       | Janet(s)                            | 6. Dez. 2018         | 18. Mai 2019                          | Morgan Sackett       | Josh Siegal & Dylan Morgan       | 2,58 Mio.       |
| 37         | 11        | Die interdimensionale Höhle der Pancakes | The Book of Dougs                   | 10. Jan. 2019        | 25. Mai 2019                          | Ken Whittingham      | Kate Gersten                     | 2,72 Mio.       |
| 38         | 12        | Chidi sieht das Zeitmesser               | Chidi Sees the Time-Knife           | 17. Jan. 2019        | 1. Juni 2019                          | Jude Weng            | Christopher Encell & Joe Mande   | 2,52 Mio.       |
| 39         | 13        | Pandämonium                              | Pandemonium                         | 24. Jan. 2019        | 1. Juni 2019                          | Michael Schur        | Megan Amram & Jen Statsky        | 2,39 Mio.       |

## Staffel 4
Die Erstausstrahlung der vierten Staffel war vom 26. September 2019 bis zum 30. Januar 2020 auf dem US-amerikanischen Fernsehsender NBC zu sehen. Die deutschsprachige Erstausstrahlung sendet der deutsche Pay-TV-Sender ProSieben Fun seit dem 16. Mai 2020. Die komplette Staffel wurde am 4. Juni 2020 auf dem Streaminganbieter Joyn PLUS+ auf Deutsch erstveröffentlicht.
| Nr. (ges.) | Nr. (St.) | Deutscher Titel                  | Originaltitel                   | Erstausstrahlung USA | Deutschsprachige Erstveröffentlichung (D) | Regie                     | Drehbuch                   | Zuschauer (USA) |
| ---------- | --------- | -------------------------------- | ------------------------------- | -------------------- | ----------------------------------------- | ------------------------- | -------------------------- | --------------- |
| 40         | 1         | Im Himmel ist die Hölle los (1)  | A Girl from Arizona (Part 1)    | 26. Sep. 2019        | 16. Mai 2020                              | Drew Goddard              | Andrew Law & Kassia Miller | 2,42 Mio.       |
| 41         | 2         | Im Himmel ist die Hölle los (2)  | A Girl from Arizona (Part 2)    | 3. Okt. 2019         | 23. Mai 2020                              | Drew Goddard              | Andrew Law & Kassia Miller | 2,11 Mio.       |
| 42         | 3         | Chidi, Chidi, Bäng, Bäng         | Chillaxing                      | 10. Okt. 2019        | 30. Mai 2020                              | Anya Adams                | Aisha Muharrar             | 1,92 Mio.       |
| 43         | 4         | Dame, König, Dämon, Spion        | Tinker, Tailor, Demon, Spy      | 17. Okt. 2019        | 4. Juni 2020                              | Morgan Sackett            | Cord Jefferson             | 2,02 Mio.       |
| 44         | 5         | Holterdiefolter                  | Employee of the Bearimy         | 24. Okt. 2019        | 4. Juni 2020                              | Beth McCarthy-Miller      | Joe Mande                  | 1,91 Mio.       |
| 45         | 6         | Ein Chip Driver Krimi            | A Chip Driver Mystery           | 31. Okt. 2019        | 4. Juni 2020                              | Steve Day                 | Lizzy Pace                 | 2,21 Mio.       |
| 46         | 7         | Aus die Maus                     | Help Is Other People            | 7. Nov. 2019         | 4. Juni 2020                              | Beth McCarthy-Miller      | Dave King                  | 1,98 Mio.       |
| 47         | 8         | Gestorben wird immer             | The Funeral to End All Funerals | 14. Nov. 2019        | 4. Juni 2020                              | Kristen Bell              | Josh Siegal & Dylan Morgan | 2,06 Mio.       |
| 48         | 9         | Alle meine Leben                 | The Answer                      | 21. Nov. 2019        | 4. Juni 2020                              | Valeria Migliassi Collins | Dan Schofield              | 2,05 Mio.       |
| 49         | 10        | Wie ausgewechselt                | You’ve Changed, Man             | 9. Jan. 2020         | 4. Juni 2020                              | Rebecca Asher             | Matt Murray                | 2,08 Mio.       |
| 50         | 11        | Sisyphos ist müde                | Mondays, Am I Right?            | 16. Jan. 2020        | 4. Juni 2020                              | Rebecca Asher             | Jen Statsky                | 1,93 Mio.       |
| 51         | 12        | Der Sinn des Lebens nach dem Tod | Patty                           | 23. Jan. 2020        | 4. Juni 2020                              | Morgan Sackett            | Megan Amram                | 2,12 Mio.       |
| 5253       | 1314      | Whenever You’re Ready            | Whenever You’re Ready           | 30. Jan. 2020        | 4. Juni 2020                              | Michael Schur             | Michael Schur              | 2,32 Mio.       |